# Святец, Юрий Анатольевич
Юрий Анатольевич Святец (укр. Юрій Анатолійович Святець; род. 10 августа 1966 года, Александрия, Кировоградская область, УССР, СССР) — украинский историк, историограф, источниковед, теоретик клиометрических исследований, украинист. Доктор исторических наук (2008), профессор (2013), заведующий кафедрой истории Украины Днепровского национального университета имени Олеся Гончара (2010).

## Биография
Родился 10 августа 1966 года в городе Александрия Кировоградской области.
В 1988 году окончил Днепропетровский государственный университет по специальности «Экономическая кибернетика».
В 1993 году под научным руководством Н. П. Ковальского защитил кандидатскую диссертацию на тему «Социально-экономическая типология крестьянских хозяйств в годы нэпа (массовые источники и методы их исследования)» по специальности «Историография, источниковедение и методы исторических исследований» (укр. Соціально-економічна типологія селянських господарств у роки непу (масові джерела та методи їх дослідження)»).
В 2008 году под научным руководством В. В. Подгаецкого защитил докторскую диссертацию на тему «Украинское крестьянское хозяйство в годы новой экономической политики (статистические источники и методы исследования)», специальность «Историография, источниковедение и специальные исторические дисциплины» (укр. Українське селянське господарство в роки нової економічної політики (статистичні джерела та методи дослідження)», спеціальність «Історіографія, джерелознавство та спеціальні історичні дисципліни).
С 2013 года является заведующим кафедрой истории Украины Днепровского национального университета имени Олеся Гончара.
Сфера научных интересов — компьютерные технологии в исторической науке и образовании, клиометрика, теоретические проблемы исторического источниковедения.

## Публикации

### Монографии
- «Кліометрика. Формально-кількісні та математико-статистичні методи»: підручник. Д: Вид-во Дніпропетр. ун-ту, 2003.
- Українське селянське господарство та нова економічна політика (кліометричний аналіз соціально-економічного процесу): моногр. Д.: Вид-во Дніпропетр. нац. ун-ту, 2007.
- Вибіркові обстеження в економіці. Моделі та методи: навч. посіб. / В. А. Дмитрієва, Ю. А. Святець. Д.: РВВ ДНУ, 2008.
- Збірник індивідуальних завдань до практичних занять з курсу «Кліометрика». Д.: РВВ ДНУ, 2009.
- Посібник до вивчення курсу «Історична інформатика». Д.: РВВ ДНУ, 2016.

### Статьи
- Про можливий варіант подолання інформаційної надлишковості джерела (на прикладі матеріалів весняного вибіркового опиту селянських господарств України 1925 р.) / Ю. А. Святець // Вісн. Дніпропетр. ун-ту. Історія та археологія / редкол.: А. Г. Болебрух (відп. ред.) та ін. Д.: Вид-во ДДУ, 1996. — Вип. 1. С. 91—109.
- Франциск Ассизький, Deep Ecology та варіант урахування впливу природно-географічного чинника на соціально-економічну структуру селянських господарств України у роки непу / Ю. А. Святець // Джерелознавчі та історіографічні проблеми історії України. Теорія та методи: Міжвуз. зб. наук. пр. / редкол.: М. П. Ковальський (відп. ред.) та ін. Д.: ДДУ, 1995. С. 160—184.
- Вибіркові переписи (опити) селянських господарств як джерело й основа до формування бази даних з історії соціально-економічних структур: проблеми термінологічного наповнення / Ю. А. Святець // Джерелознавчі та історіографічні проблеми історії України. Мова науки. Термінологія: Міжвуз. зб. наук. пр. / редкол.: А. Г. Болебрух (відп. ред.) та ін. Д.: ДДУ, 1997. С. 131—158.
- Варіанти подолання незіставлюваності статистичних джерел (на прикладі матеріалів вибіркових весняних переписів селянських господарств України у роки непу) / Ю. А. Святець // Вісн. Дніпропетр. ун-ту. Історія та археологія / редкол.: А. Г. Болебрух (відп. ред.) та ін. Д.: Вид-во Дніпропетр. ун-ту, 1998. Вип. 3. С. 29—41.
- Структурний аналіз соціально-економічних процесів у селянському господарстві України в перші роки непу / Ю. А. Святець // Вісн. Дніпропетр. ун-ту. Історія та археологія / редкол.:А. Г. Болебрух (відп. ред.) та ін. Д.: ДДУ, 1998. Вип. 4. С. 135—147.
- Соціально-економічна типологія селянських господарств Південної України за даними матеріалів весняного вибіркового перепису 1925 р. / Ю. А. Святець // Південна Україна XX століття: Зап. наук.-дослід. лабораторії історії Південної України Запорізького держ. ун-ту / редкол.:А. В. Бойко (гол. ред.), С. Р. Лях (відп. ред.) та ін. Запоріжжя: Тандем—У, 1998. Вип. 1(4). С. 164—183.
- Адміністративно-територіальна реформа України в роки новової економічної політики / Ю. А. Святець // Наук. пр. іст. ф-ту Запорізького держ. ун-ту / редкол.: Ф. Г. Турченко (відп. ред.) та ін. Запоріжжя: Тандем—У, 1999. Вип. 8. С. 67—71.
- Аграрна типологія України на початку непу (за даними вибіркового перепису селянських господарств 1923 року) / Ю. А. Святець // Вісн. Дніпропетр. ун-ту. Історія та археологія / редкол.:А. Г. Болебрух (відп. ред.) та ін. Д.: ДДУ, 1999. Вип. 5. С. 76— 95.
- Історичне джерело з погляду кібернетики та теорії інформації / Ю. А. Святець // Вісн. Дніпропетр. ун-ту. Історія та археологія / редкол.: А. Г. Болебрух (відп. ред.) та ін. Д.: Вид-во Дніпропетр. ун-ту, 2000. Вип. 8. С. 55—59.
- Малопосівні господарства: незаможні чи неоптимальні? (системно-структурний аналіз соціально-економічних процесів в українському селі на початку непу) / Ю. А. Святець // Історіографічні та джерелознавчі проблеми історії України. Образи науки: міжвуз. зб. наук. пр. / редкол.: А. Г. Болебрух (відп. ред.) та ні. Д.: Вид-во Дніпропетр. ун-ту, 2000. С. 219—239.
- Статистичний аналіз економічної ефективності селянських господарств України на початку непу: компаративний аспект / Ю. А. Святець // Укр. селянин: пр. Наук.-дослід. ін-ту селянства / педкол.: С. В. Кульчицький (відп. ред.) та ін. Черкаси: РВВ ЧДУ, 2001. Вип. 3. С. 256—260.
- Безпосівні селянські господарства в роки нової економічної політики / Ю. А. Святець // Укр. селянин: зб. наук. пр. / редкол.: С. В. Кульчицький (відп. ред.) та ін. Черкаси: РВВ ЧДУ, 2002. Вип. 5. С. 92—95.
- Вибіркові переписи селянських господарств 1920-х рр. як джерело з історії сільського господарства доби непу / Ю. А. Святець // Укр. селянин: зб. наук. пр. / редкол.: С. В. Кульчицький (відп. ред.) та ін. Черкаси: РВВ ЧДУ, 2002. Вип. 6. С. 22—24.
- Історичне джерело як синергетичний об'єкт / Ю. А. Святець // Історіографічні та джерелознавчі прооблеми історії України. Історіографія та джерелознавство у часовому вимірі: міжвуз. зб. наук. пр. / редкол.: А. Г. Болебрух (відп. ред.) та ін. Д.: РВВ ДНУ, 2003. С. 292—308.
- Безпосівні селянські господарства південних округів України в період нової економічної політики / Ю. А. Святець // Наук. пр. іст. факультету Запорізьк. держ. ун-ту. Запоріжжя: Просвіта, 2004. Вип. 17. С. 117—123.
- Геоінформаційні системи в історичних дослідженнях / Ю. А. Святець // Наук. зап. Нац. ун-ту «Острозька академія». Історичні науки / редкол.: І. Д. Пасічник, Л. Винар (гол. ред-ри), В. В. Трофимович (відп. ред.) та ін. Вип. 4. С. 198—211.
- Соціально-економічні фактори розвитку селянського господарства України (за даними весняного вибіркового перепису 1926 р.) / Ю. А. Святець // Укр. селянин: зб. наук. пр. / редкол.: С. В. Кульчицький (відп. ред.) та ін. Черкаси: Черкаський держ. ун-т ім. Б. Хмельницького, 2003. Вип. 7. С. 141—144.
- Регіональні особливості організації селянського господарства України навесні 1926 р. /Ю. А. Святець // Укр. селянин: зб. наук. пр. / зедкол.: С. В. Кульчицький (відп. ред.) та ін. Черкаси: Черкаський нац. ун-т ім. Б. Хмельницького, 2004. Вип. 8. С. 265—270.
- Аграрна типологія округів України за даними весняного вибіркового перепису 1926 р. / Ю. А. Святець // Вісн. Дніпропетр. ун-ту. Історія та археологія / редкол.: С. І. Світленко (відп. ред.) та ін. Д.: Вид-во Дніпропетр. ун-ту, 2003. Вип. 11. С. 191—212.
- Об'єктно-орієнтована парадигма історичного дослідження / Ю. А. Святець // Історіографічні та джерелознавчі пробл. історії України. Міжпредметний простір історії ідей у вітчизняній науці: міжвуз. зб. наук. пр. / редкол.: А. Г. Болебрух (відп. ред.) та ін. Д.: РВВ ДНУ, 2004. С. 200—215.
- «Дайте відповідь на наше питання!» Історія щоденності селянства Катеринославщини в епістолярії доби непу / Ю. А. Святець // Наддніпрянська Україна: історичні процеси, події, постаті: зб. наук. пр. / редкол.: С. І. Світленко (відп. ред.) та ін. — Д.: Вид-во Дніпропетр. ун-ту, 2005. — Вип. 3. — С. 221—235.
- Історія щоденності в селянській епістолярії періоду непу / Ю. А. Святець // Укр. селянин: зб. наук. пр. / редкол.: А. Г. Морозов (відп. ред.) та ін. Черкаси: Черкас. нац. ун-т ім. Б. Хмельницького, 2006. Вип. 10. С. 152—156.
- Сюрреалізм непу: політика більшовиків щодо ринку, цін та податків / Ю. А. Святець // Історія торгівлі, податків та мита : зб. наук. пр. Д.: АМСУ, 2007. С. 157—165.
- Дискурс чи рефлексія? Аграрні аспекти нової економічної політики у публіцистичних та наукових творах 1920-х років / Ю. А. Святець // Історіографічні дослідження в Україні / гол. ред. В. А. Смолій; відп. ред. О. А. Удод. К.: НАН України; Ін-т історії України, 2008. Вип. 18. С. 393—414.
- Емуляція теорії катастроф для об'єктів соціально-економічної історії України / Ю. А. Святець // Розвідки з теорії та методології досліджень : міжвуз. зб. наук. пр. / відп. ред. А. Г. Болебрух. Д.: Вид-во Дніпропетр. ун-ту, 2008. С. 23-34.
- Злами в історії як точки біфуркації / Ю. А. Святець // Ейдос. Альманах теорії та історії істоичної науки / гол. ред. В. Смолій. К.: Ін-т історії України НАН України, 2008. Вип. 3. Ч. 1. С. 297—318.
- Офіційні документи до вивчення історії українського селянства у 1920-ті рр. / Ю. Святець // Наук. зап. Нац. ун-ту «Острозька академія». Серія: Історичні науки. Острог: Вид-во Нац. ун-ту «Острозька академія», 2008. Вип. 12. С. 214—246.
- Ігри в монополію, або Чому неп не став економічною політикою? (Частина 1) / Ю. А. Святець // Вісн. Дніпропетр.ун-ту. Серія: Історія та археологія. Д.: Вид-во Дніпропетр. нац. ун-ту, 2008. Вип. 16. С. 244—259.
- Ігри в монополію, або чому неп не став економічною політикою? (Частина 2) / Ю. А. Святець // Вісн. Дніпропетр.ун-ту. Серія: Історія та археологія. Д.: Вид-во Дніпропетр. нац. ун-ту, 2009. Вип. 17. С. 59—71.
- Преса та влада очима українських селян у роки непу / Ю. А. Святець // Вісн. Дніпропетр.ун-ту. Серія: Історія та археологія. Д.: Вид-во Дніпропетр. нац. ун-ту, 2010. Вип. 18. С. 262—269.
- Дослідницькі традиції Д. І. Яворницького на історичному факультеті Дніпропетровського національного університету імені Олеся Гончара / Ю. А. Святець, Ю. Г. Стенько // Наддніпрянська Україна: історичні процеси, події, постаті: зб. наук. пр. Д.: Вид-во Дніпропетр. ун-ту, 2010. Вип. 8. С. 200—211.
- Ринковість непу: історична дійсність чи віртуальна реальність? / Ю. А. Святець // Історія торгівлі, податків та мита: зб. наук. пр. Д.: АМСУ, 2010. С. 153—165.
- Primum vivere — Primum agere (до 60-річчя від дня народження доктора історичних наук, професора Віталія Васильовича Підгаєцького) / В. В. Ващенко, В. А. Дмитрієва, Ю. А. Святець, Р. В. Топка // Вісн. Дніпропетр.ун-ту. Серія: Історія та археологія. Д.: Вид-во Дніпропетр. нац. ун-ту, 2011. Вип. 19. С. 17—24.
- Фальсифікація та дезінформація в історичних джерелах / Ю. А. Святець // Вісн. Дніпропетр.ун-ту. Серія: Історія та археологія. Д.: Вид-во Дніпропетр. нац. ун-ту, 2011. Вип. 19. С. 160—168.
- Исторический источник: современная научная категория или архаизм? / Ю. А. Святец // Крыніцазнаўства і спецыяльныя гістарычныя дысцыпліны: навук. зб. / адк. рэд. С. М. Ходзіню Мінск: БДУ, 2011. Вып. 6. С. 41—55.
- Рівні наукової комунікації та властивості історичних джерел / Ю. А. Святець // Вісн. Дніпропетр.ун-ту. Серія: Історія та археологія. Д.: Вид-во Дніпропетр. нац. ун-ту, 2012. Вип. 20. С. 158—168.
- Професор Микола Павлович Ковальський (1929—2006) як педагог та організатор науки / Ю. А. Святець // Наддніпрянська Україна: історичні процеси, події, постаті: зб. наук. пр. Д.: Вид-во Дніпропетр. ун-ту, 2012. Вип. 10. С. 313—321.
- Королівство кривих дзеркал або Історіографія як комунікаційний процес / Ю. А. Святець // Вісн. Дніпропетр.ун-ту. Серія: Історія та археологія. Д.: Вид-во Дніпропетр. нац. ун-ту, 2013. Вип. 21. С. 124—130.
- Микола Васильович Гоголь (1809—1852) та педагогічна думка України / Ю. А. Святець // Наддніпрянська Україна: історичні процеси, події, постаті: зб. наук. пр. Д.: Ліра, 2014. Вип. 12. С. 143—159.
- Технологічні аспекти проектування електронної публікації комплексу актів Руської (Волинської) метрики (1569—1673) / Ю. А. Святець // Вісн. Дніпропетр.ун-ту. Серія: Історія та археологія. Д.: Вид-во Дніпропетр. нац. ун-ту, 2015. Вип. 23. С. 25—37.
- Аспекти історичної хронології в сьомій книзі Руської метрики (1582—1583) / Ю. А. Святець // Наук. зап. Зб. пр. молодих вчених та аспірантів. К.: Ін-т укр. археографії та джерелознавство ім. Грушевського НАН України, 2015. С. 157—175.
- Інформаційні технології реконструкції мережі інтелектуальних комунікацій історика на основі его-джерел (на прикладі епістолярії Д. І. Яворницького) / Ю. А. Святець // Наддніпрянська Україна : історичні процеси, події, постаті. Д., 2016. Вип. 14. С. 15—29.
- Селянські протести в Україні другої половини XVI — першої половини XVII ст.: теоретичні й практичні аспекти проектування бази історичних даних / Ю. А. святець // Вісн. Дніпропетр. ун-ту. Історія та археологія. Д.: Ліра, 2016. Вип. 24. С. 12—21.
- Інформаційне поле історичного дослідження / Ю. А. Святець // Вісн. Дніпропетр. ун-ту. Історія та археологія. Д.: Ліра, 2017. Вип. 25. — С. 29—42.